# لحام بالحزمة الإلكترونية
لحام بواسطة فيض الإلكترونات ([الإنجليزية:Electron beam welding) هي عملية لحام انصهاري يقوم فيها فيض من الإلكترونات السريعة بلحم المواد. تنصهر القطعة المراد لحامها بفعل طاقة الحركة للإلكترونات التي تتحول عند الاصطدام بالقطعة إلى طاقة حرارية. وإذا استخدمت مادة أخرى لأداء اللحام انصهرت هي الأخرى. وتجرى عملية اللحام عادة في معزل عن الهواء لمنع انتشار الإلكترونات.
ابتكر تلك الطريقة الفيزيائي الألماني كارل هايتز شتايجرفالد الذي كان يعمل على استخدام فيض الإلكترونات في تطبيقات عديدة، واخترع أول آلة للحام بواسطة فيض الإلكهرونات عام 1958.

## استخداماته

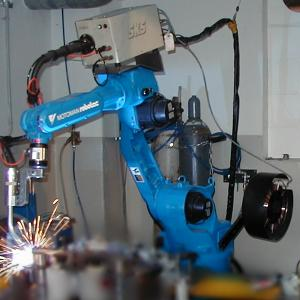
روبوت يقوم باللحام في جو من الغاز الخامل.

في لحام السيارات يحتاج المرء إلى نظارات لحماية العينين، حتى لا تصيبها شظايا ساخنة متناثرة أثناء اللحام. وتستخدم لذلك نظارات مطلية ملونة للسماح برؤية صحيحة لعملية اللحام.

## اقرأ أيضا
- لحام بالأشعة السينية
- مزدوج معدني
- لحام فيض الليزر
- صهر بالحزمة الإلكترونية